# Eurotrip
Eurotrip ist eine US-amerikanische Teenie-Filmkomödie von Debütregisseur und Drehbuchautor Jeff Schaffer.

## Handlung
Scott kann sich über seinen Highschool-Abschluss gar nicht richtig freuen, denn zuerst macht seine Freundin Fiona mit ihm Schluss – und dann präsentiert sie auf der Abschlussparty auch noch mit ihrem „neuen“ Freund Donny das Lied Scotty Doesn’t Know, durch welches Scotty erfährt, dass seine Freundin ihn betrogen hat.
Dummerweise hat er es sich gerade auch noch mit seiner hübschen deutschen Brieffreundin Mieke durch ein Missverständnis verscherzt, weil er aufgrund der amerikanischen Aussprache als Mike annahm, sie sei ein Mann. Da Mieke den Kontakt abgebrochen und seine E-Mail-Adresse blockiert hat, beschließt er kurzerhand, mit seinem Freund Cooper nach Berlin zu fliegen.
Doch sie bekommen zunächst nur einen Flug nach London, wo sie auf der Suche nach Alkohol Hooligans von Manchester United treffen. Diese können sie nach Paris mitnehmen, wo sie die Zwillinge Jenny und Jamie aus ihrer Highschool treffen. Auf ihrer Reise nach Berlin kommen sie noch durch Amsterdam sowie wegen eines Missverständnisses beim Trampen durch Bratislava.
Sie treffen Roboterimitatoren und einen aufdringlichen, anscheinend homosexuellen Zuggast aus Italien. Cooper gerät auf der Suche nach einem Bordell in die Hände einer Domina, während Jenny und Scott fälschlicherweise annehmen, Hasch-Brownies zu essen. Zudem geraten sie auf einen FKK-Badestrand ohne Frauen und werden, nachdem Jenny sich beinahe auszieht, von nackten Männern verfolgt. Als sie endlich in Berlin angekommen sind, müssen sie feststellen, dass Mieke in den Vatikan verreist ist. Die Reise geht also weiter.
Im Vatikan beweist sich Jamie als kompetenter Fremdenführer. Cooper nimmt endlich auch Jennys weibliche Reize zur Kenntnis. Scott findet auf dem Petersplatz tatsächlich seine Mieke und fällt ihr um den Hals, worauf sich die beiden flugs in einen Beichtstuhl zurückziehen, um ihre junge Liebe gebührend zu zelebrieren.
Zurück in Amerika darf er überrascht und erfreut feststellen, dass Mieke seine neue Zimmerpartnerin am College ist, aufgrund einer Verwechslung, da Mieke wiederum für einen Jungen gehalten wurde.

## Produktion und Besetzungsnotizen

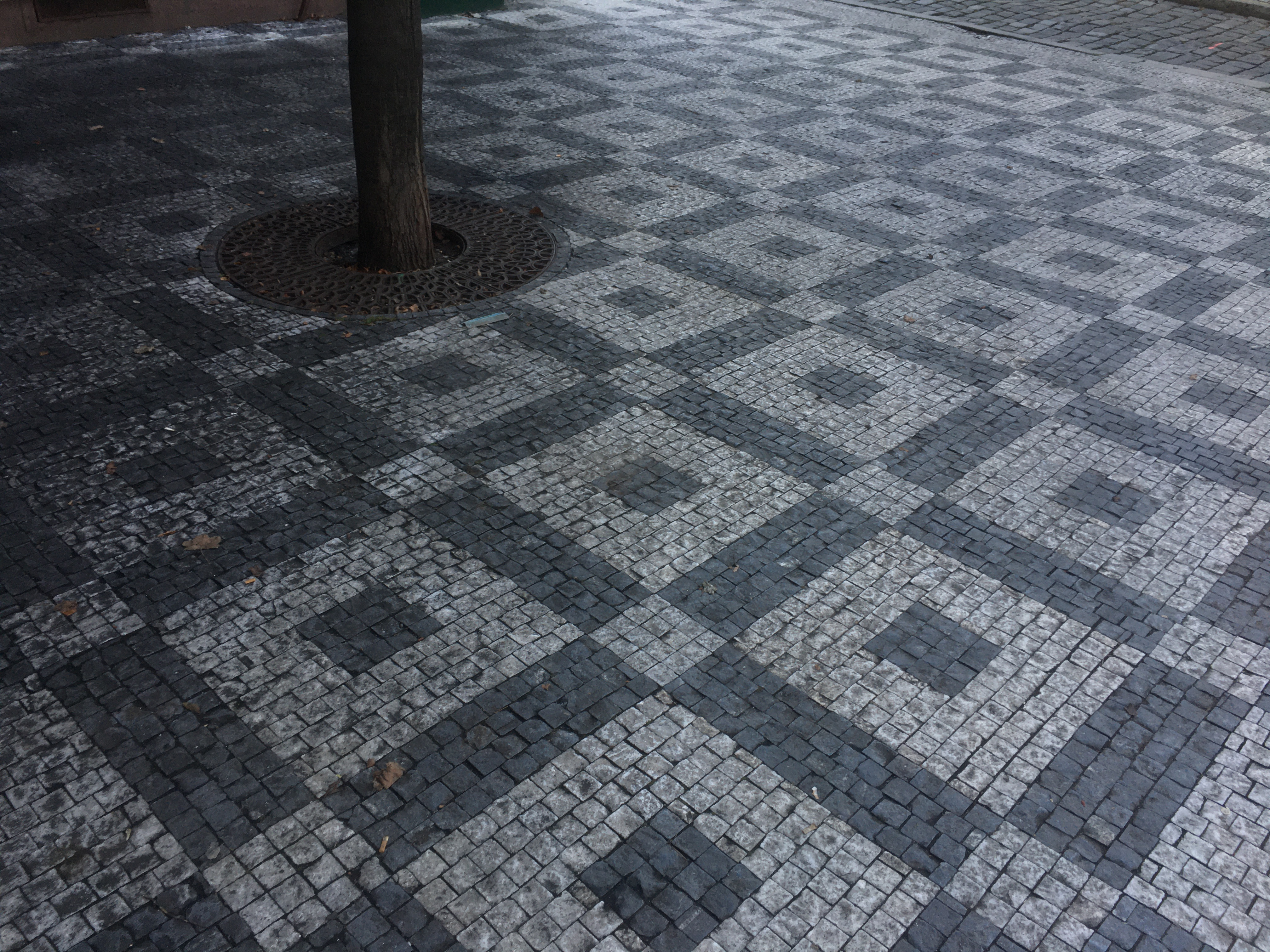
Das Prager Mosaik ist typisch in Prag, unterscheidet sich aber von Straße zu Straße in der Ausführung. In vielen Szenen ist daran Prag als Drehort festzuhalten.

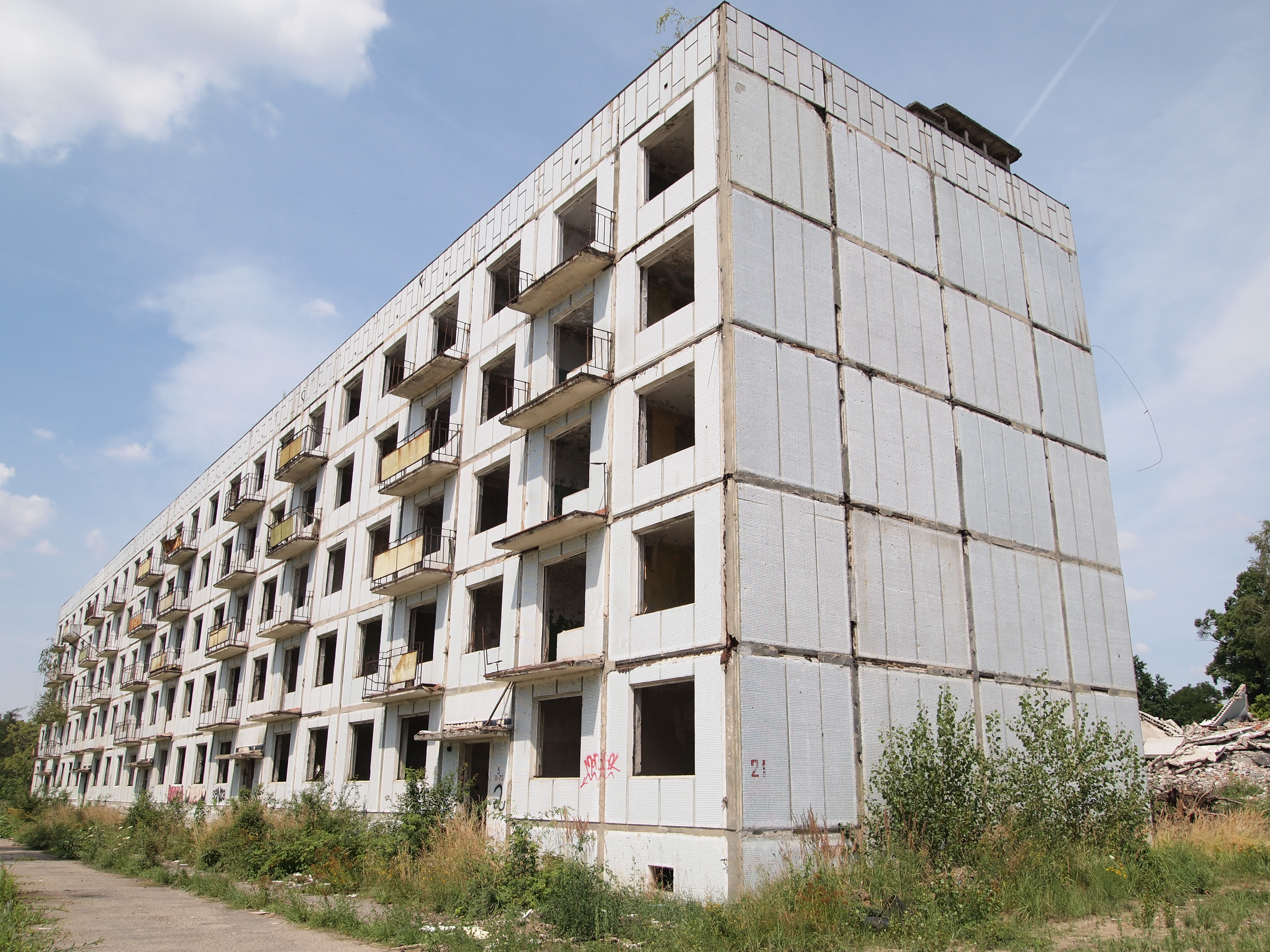
Nicht in Bratislava, sondern in den ehemaligen, leeren sowjetischen Kasernen in Milovice nad Labem entstanden die Szenen.

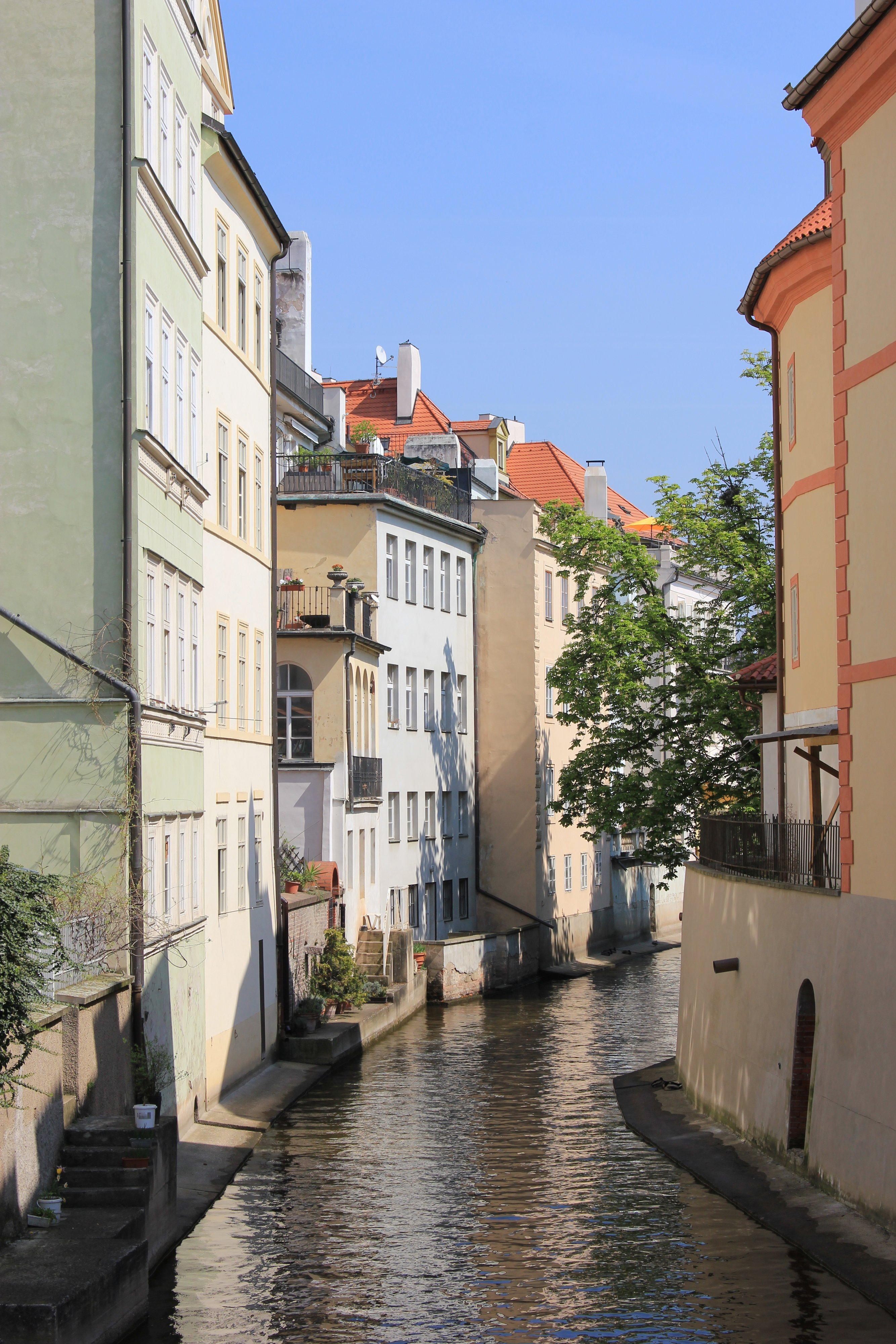
„Amsterdam“ in Prag

Der Film wurde weitestgehend in Tschechien gedreht. Insbesondere in Prag, oft erkennbar am Prager Mosaikpflaster der Gehwege. Dies gilt im Grunde für alle Städte: London, Paris, Amsterdam, Vatikanstadt. Die Abreise aus den USA spielt am Flughafen Prag. So sind auch Szenen für Paris vor dem Prager Rudolfinum gedreht. Die Abfahrt am Bahnhof von Paris wurde am Prager Hauptbahnhof gefilmt. Die Szenen im Zugabteil mit dem Italiener wurden in einem der damaligen Zeit typischen Eisenbahnwagen der České dráhy gedreht. Auf der Prager Kampa wurden die Amsterdam-Szenen gedreht. Die verlassene Wohnsiedlung lag nicht in Bratislava in der Slowakei, sondern in Milovice nad Labem als Überbleibsel der Kaserne der sowjetischen Besetzung von 1968 bis 1991 und stand kurz vor dem Abriss. Im Prager Nationalmuseum entstanden die Vatikanaufnahmen. Auch die anfängliche High-School-Szene der Abschlussschüler entstand in Prag genauso wie Miekes „deutsches“ Wohnhaus im Stadtteil Smíchov steht. Jegliche Autobahnszenen entstanden auf der tschechischen Dálnice 5, welche sich damals in Fertigstellung befand. Die Berlin-Szenen wurden in Warnemünde gedreht. Die Szenen am Strand wurden in Rostock gedreht. Die Produktionskosten des Films betrugen etwa 25 Millionen US-Dollar. In den USA wurden 17,8 Millionen US-Dollar eingespielt.
Eurotrip enthält mehrere Cameo-Auftritte bekannter Filmdarsteller. So hat Matt Damon einen Kurzauftritt als Rocksänger zu Beginn des Films. Er singt den Song Scotty doesn’t know (ein Song über seine Beziehung zu Fiona, von der Scott nichts wusste), der in verschiedenen Variationen im Film immer wieder auftaucht. Weitere Kurzauftritte haben unter anderem Vinnie Jones (der nie für Manchester United gespielt hat) als Hooligan, Lucy Lawless als Domina eines SM-Clubs, Jana Pallaske als holländische Fotohändlerin, Dominic Raacke als Lastkraftwagen-Fahrer, Walter Sittler als Vater von Mieke und der singende David Hasselhoff in einer Traumsequenz, außerdem hat Jeffrey Tambor einen Cameo-Auftritt als Scotts unsensibler Vater.

## Kritiken
Roger Ebert bezeichnete den Film durchweg als Plagiat, da er sich zum größten Teil humoristischer Mittel aus den Filmen American Pie – Wie ein heißer Apfelkuchen und Road Trip bediene. Außerdem kritisierte er die mehr als konventionelle Regie, das einfach strukturierte Drehbuch und den permanent sexuell orientierten Humor, welcher die Simplizität des gesamten Filmes und seiner Handlung nur unterstreiche. Darüber hinaus schrieb er über Matt Damon, welcher eine kleine Nebenrolle spielt, dass er sich glücklich schätzen könne, dass dieser kleine aber verheerende Auftritt nicht seine Karriere zerstört habe.

„Bemerkenswert ist allein der ambitionierte Soundtrack, der jedoch nicht ausreicht, um der amerikanischen Selbstpersiflage und der abstrusen Perspektive auf das vermeintlich lustbetonte Drogenparadies Europa auch nur eine Spur von Vergnügen abzugewinnen.“

„Unterhaltsam und charmant ist der Film, ernst zu nehmen aber auf keinen Fall. Wer sich einfach nur amüsieren will, hat die besten Chancen, an ‚Eurotrip‘ seine Freude zu haben. Dann lässt sich besser über die missglückten Gags und vielen Ungereimtheiten hinwegsehen.“

„Die Teenie-Komödie mit jeder Menge Sex and Drugs-Gags ist eine Mischung aus ‚Road Trip‘ und dem Eighties-Hit ‚Hilfe, die Amis kommen‘. Die witzige Odyssee von den Produzenten von ‚Road Trip‘ mag zwar keine großen Namen in den Hauptrollen bieten, dafür ist sie mit gelungenen Cameos gespickt.“

## Herausgeschnittene Szenen
In der Original-US-Fassung von Eurotrip existieren zwei Szenen, die für die deutsche Version entfernt wurden. In der ersten Szene besuchen Scott und Cooper Miekes Vater in Berlin. Während sich Scott und Miekes Vater unterhalten, ist im Hintergrund Miekes jüngerer Stiefbruder Heinrich zu sehen, der sich mit einem schwarzen Filzstift einen Hitlerbart malt und daraufhin im Stechschritt und mit Hitlergruß durch den Raum marschiert. Dies sieht allerdings nur Cooper, was ihn sehr irritiert.
Die zweite Szene ist die, in der Cooper in dem Vandersexxx Club in Amsterdam gefoltert wird. Man sieht zwar den Anfang und wie er wieder herauskommt, den eigentlichen Folterteil hat man in der deutschen Version jedoch herausgeschnitten.
In der DVD-Fassung ist letztere Szene vorhanden. Die einzige Fassung in Deutschland, in der man die Szene mit Heinrich sehen konnte, war die deutsche Kinofassung.

## Trivia
- Tibor, der Slowake, der die Truppe von Bratislava nach Berlin fährt, fährt ein Auto, welches dem General Lee aus Ein Duke kommt selten allein nachempfunden ist.
- Kurz bevor die Gruppe von Tibor mitgenommen wird, blättert Cooper in Jamies Reiseführer. Dabei sagt er: „Bratislava, Hauptstadt von Slowenien“. Bratislava ist die Hauptstadt der Slowakei. Dies ist allerdings ein Übersetzungsfehler, im englischen Original ist Bratislava Hauptstadt von „Slovakia“. Außerdem ist es auf der Karte im Vorspann richtig dargestellt.
- Der Song Scotty Doesn’t Know ist von der US-Band Lustra und nicht wie oft behauptet von Sum 41.
- Während der Folterszene im Club Vandersexxx gibt es eine Anspielung auf Stirb langsam. Die beiden Folterknechte heißen Hans und Gruber – zusammen ergeben diese Namen den englischen Namen des Anführers der Verbrecherbande in Stirb langsam (im deutschen „Jack“). In der Szene hat zudem das tschechische Modell Anetta Keys einen Auftritt als Komparsin.[5]
- Das Lied, das erklingt, als Scott und Cooper zusammen mit den Manchester-United-Hools nach Paris fahren, stammt von The Business. Es hat den simplen Namen England 5 – Germany 1.
- Das Lied, das erklingt, als alle im LKW nach Bratislava fahren, stammt von der deutschen Punkband Normahl. Es heißt Keine Überdosis Deutschland.
- In der Szene auf der Autobahn, in welcher die vier in den LKW steigen, ist das Nummernschild des LKWs zu sehen. Dieser LKW stammt laut Kfz-Kennzeichen aus Ulm. Des Weiteren ergibt der Dialog zwischen den amerikanischen Teenagern und dem Fahrer in der deutschen Synchronisation wenig Sinn, da im englischen Original Scott das Deutsch des LKW-Fahrers falsch übersetzt. Jedoch sprechen beide Parteien in der deutschen Version Deutsch und missverstehen sich trotzdem. In der englischen Version findet sich auch ein Fehler, denn die Aussage des Fahrers „Hör mal zu! Wenn ich auch nur in die Nähe von Berlin kommen sollte, ja, werd ich verhaftet! In Berlin!“ wurde mit „I also sexually assaulted a horse in Berlin.“ („Ich habe auch ein Pferd in Berlin sexuell missbraucht.“) untertitelt.
- Von den drei E-Mails in deutscher Sprache, die Scott während einer Zugfahrt liest, sind zwei identisch und bestehen aus zusammenhanglosen Versatzstücken verschiedener deutscher Texte.
- Das Wort „zusammen“ wurde sowohl in einer von Miekes E-Mails als auch im Wörterbuch, in dem Scott nachschlägt, fälschlicherweise „zussamen“ geschrieben. Zudem wird es dort fälschlich mit „to arrange a meeting“ („ein Treffen ausmachen“) übersetzt.